# 24 Nights
24 Nights es el quinto álbum en directo del músico británico Eric Clapton, publicado por la compañía discográfica Reprise Records en 1991. El álbum fue grabado en el Royal Albert Hall de Londres, Inglaterra en 1990 y 1991 y recoge lo mejor de un total de 42 conciertos que Clapton ofreció en el recinto durante esos dos años. Clapton obtuvo un récord al tocar un total de 24 conciertos en el Royal Albert Hall entre el 5 de febrero y el 9 de marzo de 1991, después de 18 eventos en el mismo recinto un año antes.
Los conciertos fueron interpretados con cuatro formaciones diferentes: una banda de cuatro integrantes, una banda de blues, una de nueve integrantes y una orquesta, esta última siendo la National Philharmonic Orchestra conducida por Michael Kamen. La ilustración de la portada fue realizada por Peter Blake.

## Lista de canciones
Disco uno
1. "Badge" (Eric Clapton/George Harrison) – 6:51
2. "Running on Faith" (Jerry Lynn Williams) – 6:49
3. "White Room" (Jack Bruce/Pete Brown) – 6:10
4. "Sunshine of Your Love" (Bruce/Brown/Clapton) – 9:11
5. "Watch Yourself" (Buddy Guy) – 5:39
6. "Have You Ever Loved A Woman" (Billy Myles) – 6:52
7. "Worried Life Blues" (Big Maceo Merriweather) – 5:28
8. "Hoodoo Man Blues" (Amos "Junior" Wells) – 5:41

Disco dos
1. "Pretending" (Williams) – 7:08
2. "Bad Love" (Clapton/Mick Jones) – 6:25
3. "Old Love" (Clapton/Robert Cray) – 13:01
4. "Wonderful Tonight" (Clapton) – 9:11
5. "Bell Bottom Blues" (Clapton) – 6:39
6. "Hard Times" (Ray Charles) – 3:45
7. "Edge of Darkness" (Clapton/Michael Kamen) – 6:30

DVD
1. "Running on Faith" (6:49)
2. "White Room" (6:10)
3. "Sunshine of Your Love" (9:11)
4. "Watch Yourself" (5:39)
5. "Have You Ever Loved A Woman" (6:52)
6. "Worried Life Blues" (5:28)
7. "Pretending" (7:08)
8. "Bad Love" (6:25)
9. "Old Love" (13:01)
10. "Wonderful Tonight" (9:11)
11. "Bell Bottom Blues" (6:39)
12. "Hard Times" (3:45)
13. "Edge of Darkness" (6:30)

## Posición en listas
| Lista (1991–2014)                           | Posición |
| ------------------------------------------- | -------- |
| Alemania (Media Control Charts)             | 48       |
| Australia (ARIA)                            | 49       |
| Australia (ARIA Music DVD)                  | 34       |
| Dinamarca (Hitlisten Music DVD)             | 2        |
| Países Bajos (Album Top 100)                | 36       |
| Italia (FIMI Music DVD)                     | 13       |
| Nueva Zelanda (Recorded Music NZ)           | 49       |
| Suiza (Schweizer Hitparade)                 | 19       |
| Estados Unidos (Billboard 200)              | 38       |
| Estados Unidos (Billboard Top Music Videos) | 5        |